# Marielle Berger Sabbatel
Marielle Berger Sabbatel (* 29. Januar 1990 in Bourg-Saint-Maurice) ist eine französische Freestyle-Skiläuferin. Sie ist auf die Disziplin Skicross spezialisiert.

## Biografie
Zu Beginn ihrer Sportkarriere war Berger eine alpine Skirennläuferin. Ab Dezember 2005 nahm sie an FIS-Rennen teil, ab Dezember 2007 an Europacup-Rennen. Die besten Ergebnisse erzielte sie in den Disziplinen Super-G und Riesenslalom. Sie gewann zwei FIS-Rennen und klassierte sich im Europacup viermal unter den besten zehn. Da weitere Erfolge ausblieben, wechselte sie nach Ende der Saison 2010/11 zur Freestyle-Disziplin Skicross und nahm danach nur noch sporadisch an Alpinskirennen teil.
Ihr Debüt im Freestyle-Weltcup hatte Berger am 17. Dezember 2011 in Innichen, wo sie sogleich auf den siebten Platz fuhr. Mit vier weiteren Top-10-Platzierungen konnte sie sich in der Weltspitze behaupten, das beste Ergebnis in ihrer Premierensaison war ein vierter Platz. Ebenfalls Vierte wurde sie bei den X-Games 2012. Ähnlich verlief die Saison 2012/13. Nach sechs Top-10-Ergebnissen in Folge gelang ihr am 3. Februar 2013 mit Platz 3 in Grasgehren die erste Weltcup-Podestplatzierung. Bei den Weltmeisterschaften 2013 in Voss klassierte sie sich als Sechste. Während der Saison 2013/14 klassierte sie sich im Weltcup sechsmal unter den besten zehn, bei den Olympischen Winterspielen 2014 in Sotschi fuhr sie auf Platz 19.
Nach vier Top-10-Ergebnissen im Weltcup zu Beginn des Winters 2014/15 musste Berger die Saison im Januar 2015 verletzungsbedingt abbrechen. In der Saison 2015/16 fuhr sie zweimal unter die besten zehn. Während der Saison 2016/17 gelangen ihr im Weltcup ein zweiter Platz und zwei dritte Plätze. Beim Saisonhöhepunkt, den Weltmeisterschaften 2017 in der Sierra Nevada, wurde sie Sechste. Im Weltcup 2017/18 schaffte sie dreimal den zweiten Platz (jeweils hinter Sandra Näslund). Der erste Weltcupsieg gelang ihr am 21. Dezember 2019 in Innichen.

## Erfolge Freestyle

### Olympische Spiele
- Sotschi 2014: 19. Skicross
- Pyeongchang 2018: 10. Skicross

### Weltmeisterschaften
- Voss 2013: 6. Skicross
- Sierra Nevada 2017: 6. Skicross
- Park City 2019: 12. Skicross
- Idre 2021: 6. Skicross
- Bakuriani 2023: 10. Skicross, 4. Skicross Team

### Weltcup
Berger Sabbatel errang im Weltcup bisher 28 Podestplätze, davon 2 Siege:
| Datum             | Ort         | Land    |
| ----------------- | ----------- | ------- |
| 21. Dezember 2019 | Innichen    | Italien |
| 18. März 2023     | Craigleigth | Kanada  |

### Weltcupwertungen
| Saison  | Gesamt | Gesamt | Skicross | Skicross |
| Saison  | Platz  | Punkte | Platz    | Punkte   |
| ------- | ------ | ------ | -------- | -------- |
| 2011/12 | 28.    | 28     | 8.       | 281      |
| 2012/13 | 18.    | 40     | 3.       | 404      |
| 2013/14 | 32.    | 29     | 8.       | 321      |
| 2014/15 | 117.   | 5,27   | 29.      | 58       |
| 2015/16 | 67.    | 17,08  | 16.      | 205      |
| 2016/17 | 41.    | 29,85  | 9.       | 388      |
| 2017/18 | 17.    | 42,40  | 5.       | 422      |
| 2018/19 | 41.    | 27,73  | 11.      | 305      |
| 2019/20 | 15.    | 45,73  | 4.       | 503      |
| 2020/21 |        |        | 4.       | 474      |
| 2021/22 |        |        | 14.      | 239      |
| 2022/23 |        |        | 6.       | 404      |
| 2023/24 |        |        | 2.       | 990      |

### Weitere Erfolge
- 4 Podestplätze im Europacup
- Winter-X-Games 2012: 4. Skicross

## Erfolge Alpin
- Alpine Ski-Juniorenweltmeisterschaften 2009: 17. Riesenslalom, 20. Abfahrt
- Europacup: 4 Platzierungen unter den besten zehn
- 2 Siege in FIS-Rennen